# Hypnophila bisacchii
Hypnophila bisacchii is een slakkensoort uit de familie van de Azecidae. De wetenschappelijke naam van de soort is voor het eerst geldig gepubliceerd in 1970 door Giusti.